# Labyrinth (película)
Labyrinth (titulada: Laberinto en Hispanoamérica y Dentro del laberinto en España) es una película fantástica británica-estadounidense de 1986 dirigida por Jim Henson. Fue la última película de Jim Henson, que falleció unos años después.
En ella, la protagonista Sarah (Jennifer Connelly), madura varios años en cuestión de horas después de viajar a un mundo fantástico y laberíntico, poblado de criaturas peludas y un siniestro pero seductor Rey de los Goblins, Jareth (David Bowie).
Al igual que otras películas dirigidas por Henson, Labyrinth se distingue de la mayor parte de películas en que sus personajes están representados mediante títeres, similares a los de su gran éxito The Muppets, aunque los tres personajes principales de la película fueron interpretados por actores reales:
- Sarah Williams (interpretada por Jennifer Connelly), una chica de 16 años que se ve forzada a entrar en un laberinto para recuperar a su hermano pequeño, que es todavía un bebé y que ha sido raptado por los goblins.
- Jareth (interpretado por David Bowie), el rey de los goblins, secretamente enamorado de Sarah y quien retiene al bebé en su castillo, situado en el centro del laberinto.
- Toby Williams (interpretado por Toby Froud), hermano pequeño de Sarah. Durante el rodaje era todavía un bebé, y era el hijo de Brian Froud, el director artístico de la película, quien ya había colaborado previamente con Jim Henson, también como director artístico, en la película The Dark Crystal (El cristal encantado en Hispanoamérica y Cristal oscuro en España).

Bowie además escribió e interpretó algunas de las canciones incluidas en la película:
- "Underground" – Tema principal de la película, que suena en los créditos iniciales y en los créditos finales.
- "Magic Dance" – Interpretada por Jareth (Bowie) en la sala del castillo, rodeado de goblins y el bebé Toby.
- "Chilly Down" – Cantada por los Fireys, las criaturas que pueden quitarse la cabeza.
- "As the World Falls Down" – Canción romántica que suena en la escena del baile de máscaras entre Jareth y Sarah.
- "Within You" – Cantada por Jareth en la escena final dentro del castillo mientras Sarah busca a Toby.

Otros dos personajes de Labyrinth fueron interpretados también por actores reales, aunque fueron papeles secundarios: 
- Robert Williams (interpretado por Christopher Malcolm), el padre de Sarah y de Toby.
- Karen Williams (interpretada por Shelley Thompson), la madrastra de Sarah y madre de Toby.

Finalmente, de los personajes fantásticos de la película, los únicos que no fueron encarnados por títeres fueron las hadas, para cuya representación se contó con la caracterización y actuación de Natalie Finland.

## Recepción
La película recibió críticas de mixtas a positivas, pero debido a su elevado presupuesto, fracasó en Estados Unidos (con un presupuesto de 25 millones, recaudó 12,9 millones) aunque obtuvo mejores resultados internacionalmente (donde recaudó 35 millones).
Sin embargo, triunfó en el mercado del video doméstico y fue habitualmente repuesta en televisión en los años 1990, convirtiéndose en una película de culto.

## Trama
Una noche, el padre y la madrastra de Sarah —una adolescente con una imaginación desbordante— se preparan para salir a una cena. Para ello, la joven, debe quedarse a cargo de su medio hermano Toby para cuidarlo. La chica, enfadada por tener que lidiar con el pequeño, quien no deja de llorar, en un arrebato pide al rey de los duendes, llamado Jareth —un personaje de su libro de fantasía favorito llamado Laberinto—, que se lleve consigo a su hermano Toby — diciendo las palabras:
«Ojalá viniesen los duendes y te llevasen... Ahora mismo».
Sin prever que daría resultado y su deseo se cumpliría, ya que el Rey Jareth se muestra ante ella diciéndole que para recuperar a su hermano cuenta con 13 horas en cuyo transcurso debe resolver su laberinto y llegar hasta su castillo, si es que quiere evitar que Toby se convierta en un duende para siempre.
Durante su aventura, el rey intentará impedir que Sarah llegue a su meta, poniéndola a prueba con juegos mentales, acertijos difíciles e innumerables trampas a lo largo del laberinto, que constantemente cambia. 
Durante su recorrido Sarah irá conociendo nuevos personajes quienes le ayudarán en la consecución de su objetivo.
- Hoggle: un enano un tanto irritable y traicionero,
- Ludo: un monstruo lanudo que posee la habilidad de comunicarse con las rocas y piedras.
- Sir Didymus: un singular y muy valiente caballero andante de largos bigotes
- Ambrosius: el fiel perro de Sir Didymus.

Al final, una vez que se enfrenta con el rey para recuperar a su hermano, Sarah se encuentra ante una encrucijada en la que debe decidir si sigue soñando en cuentos de hadas o aceptar la realidad de que está dejando de ser una niña.

## Trasfondo
Como trasfondo en esta película se aprecia que el Rey Jareth está locamente enamorado de Sarah, y que, a pesar de su naturaleza perversa, él realmente desea que la chica permanezca a su lado, llegando incluso a ofrecerle un mundo ideal para ella a cambio de dejarse manejar por él. Pero Sarah toma consciencia de que ya no es una niña -leitmotiv oculto de la película- y pronuncia la frase fundamental:
«Tú no tienes poder sobre mí».
Con lo cual toda la ilusión cesa, Sarah aparece nuevamente en su hogar y Toby duerme plácidamente. Mientras ella comienza a cambiar la decoración de su cuarto, cambiando las imágenes infantiles por otras más de adolescente, aparecen en el espejo (pero no en la realidad) Hoggle, Ludo y demás amigos de su niñez recién abandonada, expresando que ella puede llamarlos si los necesita.
Sarah les contesta, compungida:
«No sé por qué pero de vez en cuando, por ninguna razón en particular, los necesito. Los necesito a todos».
Lo que suscita la sorprendente respuesta de Hoggle: «¡¡Haberlo dicho antes!!», y la película cierra con todos juntos en la habitación de Sarah, en una celebración final mientras la lechuza que es Jareth transformado, los observa por la ventana y huye, derrotado.

## Reparto
- David Bowie como Jareth, el Rey de los Goblins.
- Jennifer Connelly como Sarah Williams.
- Toby Froud como Toby Williams.
- Christopher Malcolm como Robert Williams.
- Shelley Thompson como Irene Williams.

## Producción

### Origen y concepción
Labyrinth comenzó como una colaboración de Jim Henson y Brian Froud tras su anterior colaboración Dark Crystal. Froud sugirió que el nuevo proyecto debería versar sobre duendes y presentó un dibujo de un niño pequeño rodeado de ellos, junto a la idea de que tradicionalmente roban bebés. 
Ambos querían hacer una película más ligera y con más comicidad que Dark Crystal, que consideraron había quedado más pesada y oscura de lo previsto. Entre 1983 y 1985, se redactaron al menos 25 borradores y guiones, quedando el definitivo listo poco antes de comenzar la filmación.
Al inicio del film, un travelling recorre el dormitorio de Sarah, mostrando un gran número de objetos que funcionan como guiños a la trama, juguetes y libros con los que ella ha crecido, juega y fantasea. Entre estos objetos se encuentran los libros de El mago de Oz, Donde viven los monstruos y Al otro lado (este último, el cuento de Maurice Sendak que sirvió como principal inspiración para la historia), un laberinto de juguete, una caja de música, varios peluches y muñecos que serán los personajes de la película...

### Influencias
Los creadores reconocen influencias de obras como Alicia en el País de las Maravillas, El mago de Oz y algunos trabajos de ilustradores como Maurice Sendak y Maurits Cornelis Escher. 
La similitud con el cuento de Sendak, en que una niña debe rescatar a su hermanita robada por duendes, fue tanta que casi se produjo una demanda legal por plagio, que finalmente Henson resolvió, agregando en los títulos de crédito finales que reconocía su deuda con las obras de Sendak. Posteriormente, Henson afirmaría que él creía que fue una casualidad, debida a que ambos habían empleado la misma fuente, los cuentos tradicionales europeos.
El diálogo entre Jareth y los duendes con que comienza la canción, es una alusión a otro entre Cary Grant y Shirley Temple en la película de comedia de 1947 The Bachelor and the Bobby-Soxer (en España, El solterón y la menor), que trata sobre el enamoramiento de una adolescente por un hombre mayor, al igual que Sarah está enamorada del rey duende de su fantasía.

### Rol de Bowie
Para las escenas donde Jareth maneja y juega con unas esferas de vidrio, con las que ve en la distancia y concede deseos, simbolizando su poder, Henson recurrió al coreógrafo Michael Moschen, un conocido mago malabarista, quien se situaba detrás de Bowie, y realizaba los trucos a ciegas sin poder ver qué pasaba.
Al respecto, el director Jim Henson dijo que era «lo más parecido a la magia que he conocido».
En la primera canción que canta David Bowie en la película el bebé tenía que balbucear, pero no consiguieron que lo hiciese, por lo que fue el propio cantante el que hizo los sonidos como un auténtico niño.

### La Lechuza
La lechuza en que se transforma Jareth para ir del mundo real al fantástico era también una marioneta en las secuencias en el segundo y un animal de verdad en las del primero, excepto para la memorable secuencia de los títulos de crédito iniciales, que fue uno de los primeros ejemplos de efectos digitales y contiene el primer animal fotorrealista realizado íntegramente por ordenador para un largometraje. 

### Sarah
Para interpretar a Sarah Williams, Jim Henson hizo pruebas a cientos de jóvenes actrices, hasta dar con Jennifer Connelly, que consideró poseía el físico buscado de equilibrio entre niña y mujer. Entre las actrices que hicieron audiciones para protagonizar la cinta estuvieron Helena Bonham Carter, Jane Krakowski, Sarah Jessica Parker, Maddie Corman, Laura Dern, Lili Taylor, Ally Sheedy, Mia Sara y Marisa Tomei.

### Marionetas
La mayoría de efectos especiales fueron prácticos, a base de decorados, maquetas, prótesis, maquillaje, y marionetas, por lo que el rodaje fue complicado debido a los numerosos títeres y animatrónicos involucrados
También por ello destaca la escena del laberinto en el castillo, donde hay escaleras verticales, horizontales y de todo tipo, inspirada en las obras de M. C. Escher, como Relatividad y Casa de escaleras, con sus peculiares bloques de piedra y subidas y bajadas arquitectónicamente imposibles. Llevar esos dibujos a un escenario tridimensional a tamaño real requirió de un arduo trabajo de diseño y de efectos visuales, con espejos y trucos de cámara. 
Además de la creación del decorado a tamaño real por el que se mueven los actores, se requirió que un doble de Bowie hiciera los sorprendentes giros imposibles cuando se pasea de un lado a otro por suelos, techos y paredes, lo que se logró con un complicado arnés y una barra de metal en los tobillos.

### Producción ejecutiva
Labyrinth contó con el respaldo y la producción ejecutiva de George Lucas. El conocido director no quiso realizar ninguna entrevista durante la promoción de la cinta para no robarle el protagonismo a Jim Henson, uno de sus mejores amigos.

## Banda sonora
La banda sonora incluye temas instrumentales de Trevor Jones, entre los cuales se incluyen:
- Into the Labyrinth (‘Dentro del laberinto’).
- Sarah.
- Hallucination (‘Alucinación’).
- Goblin Battle (‘La batalla de los duendes’).
- Thirteen O'Clock (‘Las trece en punto’)'
- Home at Last (‘Al fin, mi hogar’);

Y cinco canciones de David Bowie:
- Magic Dance (‘Danza mágica’, también conocida como Dance Magic Dance: ‘¡Baila, magia, baila!’)
- Chilly Down.
- As the World Falls Down.
- Within You (‘Dentro de ti’).
- Underground (‘Bajo tierra’), el sencillo lanzado para la película.

## Novelización
Existe una novela escrita a partir del guion de la película a la vez que esta se rodaba, sobre los mismos hechos que se presentan en el filme, y cuyo autor es A. C. H. Smith. Aunque en lengua inglesa la novela es muy difícil de encontrar (sólo en subastas), hay una traducción al español: Dentro del laberinto (Nocturna ed., España, 2010, ISBN 978-84-937396-7-6). 